# It's Goin' Down (Yung Joc)
It's Goin' Down è un brano musicale del rapper statunitense Yung Joc, estratto come primo singolo dal suo album di debutto New Joc City.

## Classifiche
| Classifica (2006) | Posizione massima |
| ----------------- | ----------------- |
| Stati Uniti       | 3                 |
| Stati Uniti (R&B) | 1                 |
| Stati Uniti (Rap) | 1                 |